# 温梓川
温梓川（1911年5月3日—1986年10月20日），马来西亚已故华裔作家。又名温玉舒，原籍广东惠州，曾用笔名舒弟、于苍、丘山、秋郎、山叶、高汉、苹君、南洋伯、半峇峇等。

## 早年生活
1911年5月出生于马来西亚槟城，早年入学槟城锺灵中学。1926年入中国广东省中山大学文学院，后转学上海暨南大学师范科。毕业后回家乡槟榔屿，出任槟城《光华日报》总编辑。

温梓川的母校锺灵中学

温梓川读书时的暨南大学位於上海，有“东南文艺，集於暨南”之说，名家云集，文风极盛。青年温梓川在此环境下，读书写作，并利用各种机会与当时的作家来往──暨大的名师、亲历的往事以及与作家的交往，成为他后来书写民国文人的主要“素材”，如夏丏尊，沈从文，洪深等，获益良多。在校期间，他参加秋野社，主编《槟榔月刊》，通过秋野社邀请社会名流如鲁迅，郁达夫，戴望舒，丰子恺等来校演讲。1929年出版《恋歌二百首》。暨南大学毕业后，回到槟榔屿，任中学教师及《新报》副刊编辑。

## 文坛耕耘
1930年，温梓川出版《夫妻夜话》，《某少男日记》，《咖啡店的侍女》。1933年出版《梓川小品》。1933年翻译出版《托尔斯泰短篇小说集》。1960年新加坡世界書局出版中国文坛回忆录《文人的另一面》,书中涉及三十五位当代文人，包括傅斯年，叶公超，梁实秋，周谷城，洪深，张资平，徐志摩，戴望舒，蒋光慈, 丰子恺，徐悲鸿, 郁达夫，萧乾，戴淮清等。
温梓川在出版第一部《文人的另一面》后，继续撰写文坛回忆录，陆续发表在马来西亚《蕉风》月刊和吉隆坡《南洋商报》上发表题为《文坛忆旧》的文章三十余篇，内容包括罗隆基，潘光旦，黎錦暉，张恨水，鲁迅，田汉，王任叔，白薇等。此外还连带记录了关于秋野社，槟榔社，亚冬书馆，泰东书局等内容。本计划出版《文坛画虎录》，然在出版前不幸病逝。钦鸿收集了温梓川这些回忆录，连同新加坡世界书局版《文人的另一面》的文章，总共七十三篇，仍题为《文人的另一面-民国风景之另一种》。改稿在21世纪初由广西师范大学出版社出版。

## 脚注
1. ↑  ISBN 7-5633-4376-8/1 519

## 参攷文献
1. ↑  陈玉堂 (编著). . . 浙江古籍出版社: 897. 1993. ISBN 7-80518-025-3.
2. ↑  .   [2023-03-27]. （原始内容存档于2023-03-27）.
3. ↑  .   [2023-03-27]. （原始内容存档于2023-04-18）.
4. ↑  .   [2023-03-27]. （原始内容存档于2023-03-27）.